# Plastiki
Plastiki (ou The Plastiki) est un catamaran long de 18 m et d'un poids de 12 tonnes, réalisé en matériaux recyclables et qui fonctionne entièrement par des énergies renouvelables. Ses coques ont été réalisées avec 12 500 bouteilles en plastique recyclables (PET).
Ce voilier a été imaginé et conçu par David Mayer de Rothschild avec l'aide d'une équipe de 30 personnes à San Francisco afin de traverser l'océan Pacifique, de San Francisco à Sydney, soit plus de 15 000 km, dans le but de sensibiliser le public sur la pollution marine et aussi dans un intérêt scientifique (jardin hydroponique, ...). Le 26 juillet 2010, Plastiki arrive à Sydney après 128 jours de mer.